# 浦本駅
浦本駅（うらもとえき）は、新潟県糸魚川市大字間脇字砂田にある、えちごトキめき鉄道日本海ひすいラインの駅である。

## 歴史
- 1949年（昭和24年）
  - 8月：設置決定[3]。
  - 12月16日：仮乗降場ないし臨時乗降場として開業、開駅式挙行[4]。
- 1950年（昭和25年）
  - 1月28日：国鉄北陸本線の梶屋敷駅 - 能生駅間に新設開業する（旅客駅）[2]。
  - 11月16日：貨物列車が上り下りで1回ずつ停車を開始[3][5]。
- 1970年（昭和45年）4月13日：荷物取扱を廃止し[6]、無人駅となる[7][8]。
- 1987年（昭和62年）4月1日：国鉄分割民営化により西日本旅客鉄道（JR西日本）の駅となる[9]。
- 1988年（昭和63年）4月：駅員配置[10]（数年で再度無人化）。
- 2015年（平成27年）3月14日：北陸新幹線・長野駅 - 金沢駅間延伸開業に伴いえちごトキめき鉄道へ移管[2]。

## 駅構造
相対式ホーム2面2線をもつ高架駅である。分岐器や絶対信号機を持たないため、停留所に分類される。高架駅ではあるが築堤の上にホームはありその下にある駅舎から見ると高い位置である。ホームとの行き来は、下りホームについては改札を入ったところから階段とスロープが延びているほか、上りホームについては改札を入って左手に小さな道がありその道が線路の下を通ったのちスロープでホームにつながっている。ホームはいずれも高い位置にあるため、海から少し離れているにもかかわらず海が見える。
JR西日本時代は糸魚川地域鉄道部管理の無人駅であり、えちごトキめき鉄道への移管後も引き続き無人駅となっている。駅舎は古くからの木造平屋建てで、内部には駅事務室や待合所が設置されており、後者には作りつけの椅子が設置されている。出札口や改札も設けられているが1970年から無人駅であるためカーテンで閉じられている。
そのほか、上りホームには独立した待合所が一棟設けられている。

### のりば
| ホーム | 路線                | 方向 | 行先           |
| ------ | ------------------- | ---- | -------------- |
| 駅舎側 | ■日本海ひすいライン | 下り | 直江津方面     |
| 反対側 | ■日本海ひすいライン | 上り | 糸魚川・泊方面 |

- 案内上ののりば番号は設定されていない（のりば番号標はなく、駅掲示時刻表にも番号の記載はない）。
- 列車接近表示器から流れるメロディーは、下り線が「アニーローリー」、上り線が「村の鍛冶屋」である。

## 利用状況
近年の1日平均乗車人員は以下の通りである。
| 年度   | 1日平均 乗車人員 |
| ------ | ---------------- |
| 2004年 | 16               |
| 2005年 | 18               |
| 2006年 | 21               |
| 2007年 | 19               |
| 2008年 | 16               |
| 2009年 | 13               |
| 2010年 | 7                |
| 2011年 | 5                |
| 2012年 | 6                |
| 2013年 | 10               |
| 2014年 | 10               |
| 2015年 | 9                |
| 2016年 | 12               |
| 2017年 | 11               |
| 2018年 | 7                |
| 2019年 | 8                |
| 2020年 | 8                |
| 2021年 | 9                |
| 2022年 | 8                |
| 2023年 | 11               |

## 駅周辺
この駅は海岸沿いを走る国道8号から小さな路地に少し入り込んだ場所にあるが、それでも海岸までの距離は100メートル足らずである。駅から国道までの道沿いにも人家があるほか、海岸に出ると国道沿いにも小さな集落が広がる。糸魚川バスの「浦本駅前」停留所も駅前の国道沿いに設置されている。
国道に出て横断歩道を渡ると新潟県道542号上越糸魚川自転車道線（通称「久比岐自転車歩行者道」）の出入口がある。これは1969年に電化・複線化に伴って廃止された北陸本線の旧線跡を利用した自転車歩行者道で、海岸線に沿っており散策が可能である。
国道を西側に800メートルほど行くと浦本漁港である。

## 隣の駅
えちごトキめき鉄道
■日本海ひすいライン
梶屋敷駅 - 浦本駅 - 能生駅